# Grant Thornton International
Die Grant Thornton International Ltd. mit Sitz in London ist eine Non-Profit-Organisation, die als Dachgesellschaft für die operativ tätigen Mitgliedsunternehmen des Netzwerks Grant Thornton dient. Dieses Netzwerk ist nach Umsatz das weltweit siebtgrößte für Dienstleistungen in unabhängiger Wirtschaftsprüfung, Buchhaltung, Steuerberatung und Unternehmensberatung sowie juristischen, prüfungsnahen und sonstigen Dienstleistungen für private oder öffentliche Unternehmen. Es hat in 149 Ländern Mitgliedsfirmen. Alle Netzwerkmitglieder beschäftigten Ende September 2023 zusammen rund 73.000 Mitarbeiter und erzielten im Fiskaljahr 10/2022 bis 09/2023 einen Umsatz von 7,5 Milliarden US-Dollar.

## Grant Thornton AG (Deutschland)
Das deutsche Beratungs- und Wirtschaftsprüfungsunternehmen Warth & Klein GmbH in Düsseldorf (Geschäftsführer war der 1926 geborene Günter Klein, Mitinhaber von ATS Allgemeine Treuhand- und Steuerberatungsgesellschaft Klein & Co. in Düsseldorf) zählte seit dem Jahr 2000 zum Netzwerk Grant Thornton. Im März 2022 firmierte Warth & Klein Grant Thornton in Grant Thornton AG um. Das Unternehmen zählt zu den zehn größten Wirtschaftsprüfungsgesellschaften in Deutschland. Rund 1.900 Mitarbeiter betreuen an zehn Standorten (Hauptsitz: Düsseldorf) neben größeren mittelständischen auch börsennotierte Unternehmen. Der Umsatz der deutschen Grant Thornton AG lag 2022/2023 bei 212 Mio. Euro.
Das Unternehmen gliedert sich in die Geschäftsbereiche Audit & Assurance, Tax, Advisory und Legal; zudem bietet es Beratung und Prüfung zu Nachhaltigkeitsberichtserstattung sowie Technology Consulting/Cyber. Seit Oktober 2023 ist Heike Wieland-Blöse Vorstandsvorsitzende des Unternehmens.

## Grant Thornton AG (Schweiz/Liechtenstein)
Die in der Schweiz 1966 gegründete Vorgängergesellschaft der heutigen Grant Thornton AG ist seit 2001 Mitglied des Grant Thornton Netzwerks. Im Jahr 2014 hat das Unternehmen mit der liechtensteinischen ReviTrust und der Bankenrevision und Treuhand AG fusioniert. Im Jahr 2019 wurde zudem Baker Tilly Spiess SA in der Westschweiz übernommen.
An den insgesamt vier Standorten (Zürich, Genf, Buchs und Schaan) beschäftigt Grant Thornton Schweiz/Liechtenstein 20 Partner und rund 190 Mitarbeitende.